# Умнуговь
Умнуговь (Омнеговь) (монг.: Өмнөговь) — сомон аймаку Увс, Монголія. Площа 3,2 тис. км², населення 5,1 тис. чол. Центр сомону селище Намир лежить за 1650 км від Улан-Батора.

## Рельєф
Гори на півдні та півночі Хархираа, Алтанхухий (3000 м), в центрі та на заході — рівнини. Річки Ховд, Намир, Хар ус, озеро Цагаан.

## Клімат
Клімат різко континентальний. Щорічні опади 300 мм, на рівнині 80—150 мм, середня температура січня −23°—24°С, середня температура липня +12°—17°С.

## Природа
Водяться вовки, лисиці, тарбагани, аргалі, манули, корсаки, зайці. Прилітають численні перелітні птахи.

## Корисні копалини
Сомон багатий на кам'яне вугілля, дорогоцінне каміння, хімічну та будівельну сировину.

## Соціальна сфера
Є школа, лікарня, сфера обслуговування.